# Djibril Sambou
Djibril Sambou – senegalski judoka. Olimpijczyk z Moskwy 1980, gdzie zajął jedenaste miejsce w wadze półlekkiej.
Uczestnik mistrzostw świata w 1981 i 1983 roku.

## Letnie Igrzyska Olimpijskie 1980
| Konkurencja | Eliminacje             | Eliminacje             | Eliminacje               | Klas. końcowa |
| Konkurencja | 1/32                   | 1/16                   | 1/4                      | Miejsce       |
| ----------- | ---------------------- | ---------------------- | ------------------------ | ------------- |
| 65 kg       | Gerard Tom-Tam (CMR) Z | Mamadou Diallo (GUI) Z | Janusz Pawłowski (POL) P | 11.           |